# Архангельские Борки
Арха́нгельские Борки́ — село Стебаевского сельсовета Липецкого района Липецкой области. Расположена на берегах реки Репец. Стоит на автотрассе Стебаево (поворот с Воронежского шоссе) — Задонск.
Возникли в конце XVII века и стали называться Борка́ми — по соседним соснякам, или боркам.
По данным 1705 года — дворцовое село Борки с Дмитриевской церковью . Позже здесь сооружается Архангельская церковь (известна по документам с 1750 года), и село постепенно меняет своё название на Архангельские Борки.
Церковь Димитрия Солунского сохранилась; с 1990-х годов её восстанавливают.

## Население
| 1859 | 1897 | 2010 | 2012 |
| ---- | ---- | ---- | ---- |
| 934  | ↘829 | ↘88  | ↗130 |